# Tournoi de l'Intérieur
Le Tournoi de l'Intérieur ou Torneo del Interior est une compétition annuelle de rugby à XV organisée par la Fédération argentine de rugby. Le championnat regroupe les meilleurs clubs des différents tournois régionaux des 25 uniónes : Córdoba (UCR), Litoral, Noroeste (NOA), Oeste, Pampeano et Patagonia. La ville de Buenos Aires possède sa propre compétition : le Tournoi de l'URBA.

## Histoire
L'année 1998 a marqué le début de la compétition avec un format impliquant 43 clubs répartis en 2 catégories. Le premier vainqueur a été le Jockey Club Córdoba face au Maristas Mendoza R.C. sur le score de 25 à 13. Le tournoi a eu lieu successivement durant 7 ans avant de connaître une interruption jusqu'en 2009. Il existe également un Tournoi de l'Intérieur B depuis 2001 remporté à 2 reprises par le club d'Huirapuca S.C. de la Province de Tucumán.

## Logo
En 2023, la Fédération argentine simplifie son logo afin de pouvoir mettre l'accent sur chacune de ses sélections et compétitions nationales en leur dédiant pour chacune une identité visuelle spécifique.

Évolution du logo de la compétition
Logo instauré en 2023.

## Format
Les 32 équipes sont réparties en deux groupes pour la première phase de la façon suivante :
- Zona Campeonato composée de 4 groupes de 4 clubs.
- Zona Ascenso composée également de 4 groupes de 4 clubs.

La deuxième phase se déroule entre les 8 meilleures équipes, avant de se conclure avec des demi-finales et une finale.

## Tournoi de l'Intérieur A

### Liste des régions représentées
| Régions        | Provinces représentées                                      | Qualifiés 2022 | Clubs |
| -------------- | ----------------------------------------------------------- | -------------- | --- |
| Litoral        | Rosario Santafesina Entre Ríos                              | 6              | Club Atlético Estudiantes, Santa Fe Rugby Club, Duendes, Jockey Club Córdoba, Jockey Club de Rosario, Tucumán R.C. |
| Córdoba (UCR)  | Cordobesa                                                   | 4              | Jockey Club Villa María, La Tablada, Urú Curé, Club Gimnasia y Esgrima Rosario                                     |
| Noroeste (NOA) | Salta Tucumán Jujuy Santiago del Estero                     | 3              | Huirapuca, Universitario R.C., Los Tarcos                                                                          |
| Oeste          | Cuyo San Juan Mendoza Andina La Rioja San Luis              | 1              | Teqüe R.C. |
| Pampeana       | Mar del Plata Rugby del Oeste de Buenos Aires Rugby del Sur | 1              | Mar del Plata R.C.                                                                                                 |
| Nordeste       | Chaco Corrientes Misiones                                   | 1              | C.U.N.E. |

### Palmarès
| Date | Vainqueur                                      | Score                                          | Finaliste                                      |             |
| ---- | ---------------------------------------------- | ---------------------------------------------- | ---------------------------------------------- | ----------- |
| 1998 | Jockey Club Córdoba                            | 25 – 13                                        | Maristas Mendoza R.C.                          |             |
| 1999 | Jockey Club Córdoba                            | 26 – 13                                        | Duendes Rosario                                |             |
| 2000 | Jockey Club Rosario                            | 26 – 22                                        | Tala Rugby Club                                |             |
| 2001 | La Tablada Córdoba                             | 21 – 16                                        | Cardenales Tucumán                             |             |
| 2002 | Jockey Club Rosario                            | 32 – 28                                        | Universitario Tucumán                          |             |
| 2003 | Duendes Rosario                                | 22 – 20                                        | Cardenales Tucumán                             |             |
| 2004 | Tala Rugby Club                                | 35 – 26                                        | Los Tarcos                                     |             |
| 2005 | Non disputé                                    | Non disputé                                    | Non disputé                                    | Non disputé |
| 2006 | Non disputé                                    | Non disputé                                    | Non disputé                                    | Non disputé |
| 2007 | Non disputé                                    | Non disputé                                    | Non disputé                                    | Non disputé |
| 2008 | Non disputé                                    | Non disputé                                    | Non disputé                                    | Non disputé |
| 2009 | Duendes Rosario                                | 35 – 21                                        | Universitario Tucumán                          |             |
| 2010 | La Tablada Córdoba                             | 25 – 18                                        | Cardenales Tucumán                             |             |
| 2011 | La Tablada Córdoba                             | 37 – 27                                        | Duendes Rosario                                |             |
| 2012 | Duendes Rosario                                | 40 – 21                                        | Cardenales Tucumán                             |             |
| 2013 | Duendes Rosario                                | 36 - 6                                         | Tala Rugby Club                                |             |
| 2014 | Urú Curé                                       | 25 - 11                                        | Los Tordos                                     |             |
| 2015 | Cardenales Tucumán                             | 26 - 16                                        | Los Tordos                                     |             |
| 2016 | Los Tarcos                                     | 25 - 20                                        | Jockey Club Rosario                            |             |
| 2017 | La Tablada Córdoba                             | 25 - 23                                        | Gimnasia y Esgrima Rosario                     |             |
| 2018 | C.U.N.E.                                       | 20 - 14                                        | Huirapuca                                      |             |
| 2019 | Gimnasia y Esgrima Rosario                     | 30 - 20                                        | Marista RC                                     |             |
| 2020 | Non disputé à cause de la pandémie de Covid-19 | Non disputé à cause de la pandémie de Covid-19 | Non disputé à cause de la pandémie de Covid-19 |             |
| 2021 | Non disputé à cause de la pandémie de Covid-19 | Non disputé à cause de la pandémie de Covid-19 | Non disputé à cause de la pandémie de Covid-19 |             |
| 2022 | Duendes Rosario                                | 38 - 12                                        | Huirapuca                                      |             |

### Bilan
| Club                       | Titre(s) | Premier(s) - Dernier(s) |
| -------------------------- | -------- | ----------------------- |
| Duendes Rosario            | 5        | 2003-2022               |
| La Tablada Córdoba         | 4        | 2001-2017               |
| Jockey Club Córdoba        | 2        | 1998-1999               |
| Jockey Club Rosario        | 2        | 2000-2002               |
| Tala Rugby Club            | 1        | 2004                    |
| Urú Curé                   | 1        | 2014                    |
| Cardenales Tucumán         | 1        | 2015                    |
| Los Tarcos                 | 1        | 2016                    |
| C.U.N.E.                   | 1        | 2018                    |
| Gimnasia y Esgrima Rosario | 1        | 2019                    |

## Tournoi de l'Intérieur B

### Liste des régions représentées
| Régions        | Provinces représentées                                      | Qualifiés 2022 | Clubs                                                         |
| -------------- | ----------------------------------------------------------- | -------------- | ------------------------------------------------------------- |
| Noroeste (NOA) | Salta Tucumán Jujuy Santiago del Estero                     | 3              | Tucumán Lawn Tennis Club, Club Natación y Gimnasia, Old Lions |
| Pampeana       | Mar del Plata Rugby del Oeste de Buenos Aires Rugby del Sur | 3              | Sporting Club, Club Sociedad Sportiva, Los Cardos             |
| Oeste          | Cuyo San Juan Mendoza Andina La Rioja San Luis              | 3              | Los Tordos, Liceo Mendoza, Marista                            |
| Litoral        | Rosario Santafesina Entre Ríos                              | 2              | Old Resian, C.R.A.I.                                          |
| Córdoba (UCR)  | Cordobesa                                                   | 2              | Tala Rugby Club, Córdoba Athletic Club                        |
| Nordeste       | Chaco Corrientes Misiones                                   | 2              | Aranduroga, Taraguy                                           |
| Patagonia      | Alto Valle et Austral                                       | 1              | Deportivo Portugués                                           |

### Palmarès
| Date | Vainqueur                                      | Score                                          | Finaliste                                      |             |
| ---- | ---------------------------------------------- | ---------------------------------------------- | ---------------------------------------------- | ----------- |
| 2001 | Carrasco Polo Club                             | 27 – 23                                        | Club Universitario Mar del Plata               |             |
| 2002 | Taraguy Corrientes                             | 25 – 24                                        | Santa Fe R.C.                                  |             |
| 2003 | Universitario Salta                            | 32 – 8                                         | Aranduroga Resistencia                         |             |
| 2004 | Tucumán L.T.                                   | 16 – 13                                        | Jockey Club Villa Maria                        |             |
| 2005 | Non disputé                                    | Non disputé                                    | Non disputé                                    | Non disputé |
| 2006 | Non disputé                                    | Non disputé                                    | Non disputé                                    | Non disputé |
| 2007 | Non disputé                                    | Non disputé                                    | Non disputé                                    | Non disputé |
| 2008 | Non disputé                                    | Non disputé                                    | Non disputé                                    | Non disputé |
| 2009 | Huirapuca Concepción                           | 23 – 20                                        | Tala R.C.                                      |             |
| 2010 | Gimnasia y Tiro Salta                          | 23 – 14                                        | Lince R.C.                                     |             |
| 2011 | C.R.A.I. Santa Fe                              | 22 – 0                                         | Neuquén R.C.                                   |             |
| 2012 | Huirapuca Concepción                           | 28 – 11                                        | Córdoba Athletic Club                          |             |
| 2013 | Urú Curé Córdoba                               | 13 - 9                                         | Marista Mendoza R.C.                           |             |
| 2014 | Sporting Club                                  | 26 - 20                                        | Jockey Club Salta                              |             |
| 2015 | Gimnasia y Esgrima Rosario                     | 32 - 23                                        | Club Universitario del Nordeste                |             |
| 2016 | Huirapuca Concepción                           | 28 - 6                                         | Old Christians Club                            |             |
| 2017 | Carrasco Polo Club                             | 25 - 19                                        | Universitario Córdoba                          |             |
| 2018 | Universitario Salta                            | 43 - 24                                        | Marabunta                                      |             |
| 2019 | Palermo Bajo                                   | 24 - 22                                        | C.R.A.I.                                       |             |
| 2020 | Non disputé à cause de la pandémie de Covid-19 | Non disputé à cause de la pandémie de Covid-19 | Non disputé à cause de la pandémie de Covid-19 |             |
| 2021 | Non disputé à cause de la pandémie de Covid-19 | Non disputé à cause de la pandémie de Covid-19 | Non disputé à cause de la pandémie de Covid-19 |             |
| 2022 | Tala R.C.                                      | 31 - 11                                        | Marista Mendoza R.C.                           |             |